# 常総線・真岡鐵道線共通一日自由きっぷ
常総線・真岡鐵道線共通一日自由きっぷ（じょうそうせん・もおかてつどうせんきょうつういちにちじゆうきっぷ）は、関東鉄道常総線全線と真岡鐵道真岡線の一部区間を1日中乗り降りできる割引乗車券である。

## 概要
- 関東鉄道常総線全線と真岡鐵道真岡線の下館駅 - 益子駅間を1日中乗り降りできる。
- 料金は、大人2,300円（小人1,150円）となっている。真岡駅 - 取手駅間の往復運賃が3,980円（小人2,000円）。
- 1998年9月15日に発売が開始された。2004年9月18日発売分から発売額が大人2,700円から2,300円に値下げされ、2006年11月1日発売分から期間限定で平日も利用が可能になった。
- この切符に付属の記念品交換券を、益子町にある益子焼窯元共販センターで渡すと、引き換えに益子焼の記念品がもらえる（利用当日の共販センターの営業時間内に限る）。

## 有効期間
土曜・休日・年末年始と4月、5月、7月、8月、11月、12月、1月の平日

## 発売駅

### 真岡鐵道
- 真岡駅、久下田駅、益子駅、茂木駅

### 関東鉄道
- 取手駅、戸頭駅、守谷駅、新守谷駅、水海道駅、下妻駅、下館駅